# Jeroným Lützow
Jeroným Jan Nepomuk Gottfried hrabě Lützow (Hieronymus Johann Nepomuk Gottfried Graf Lützow zu Dreylützow und Seedorf) (6. ledna 1776, Salcburk – 28. října 1861, Vídeň) byl rakouský šlechtic a státní úředník. Dlouhodobě působil ve státních úřadech ve správě Českého království.

## Životopis

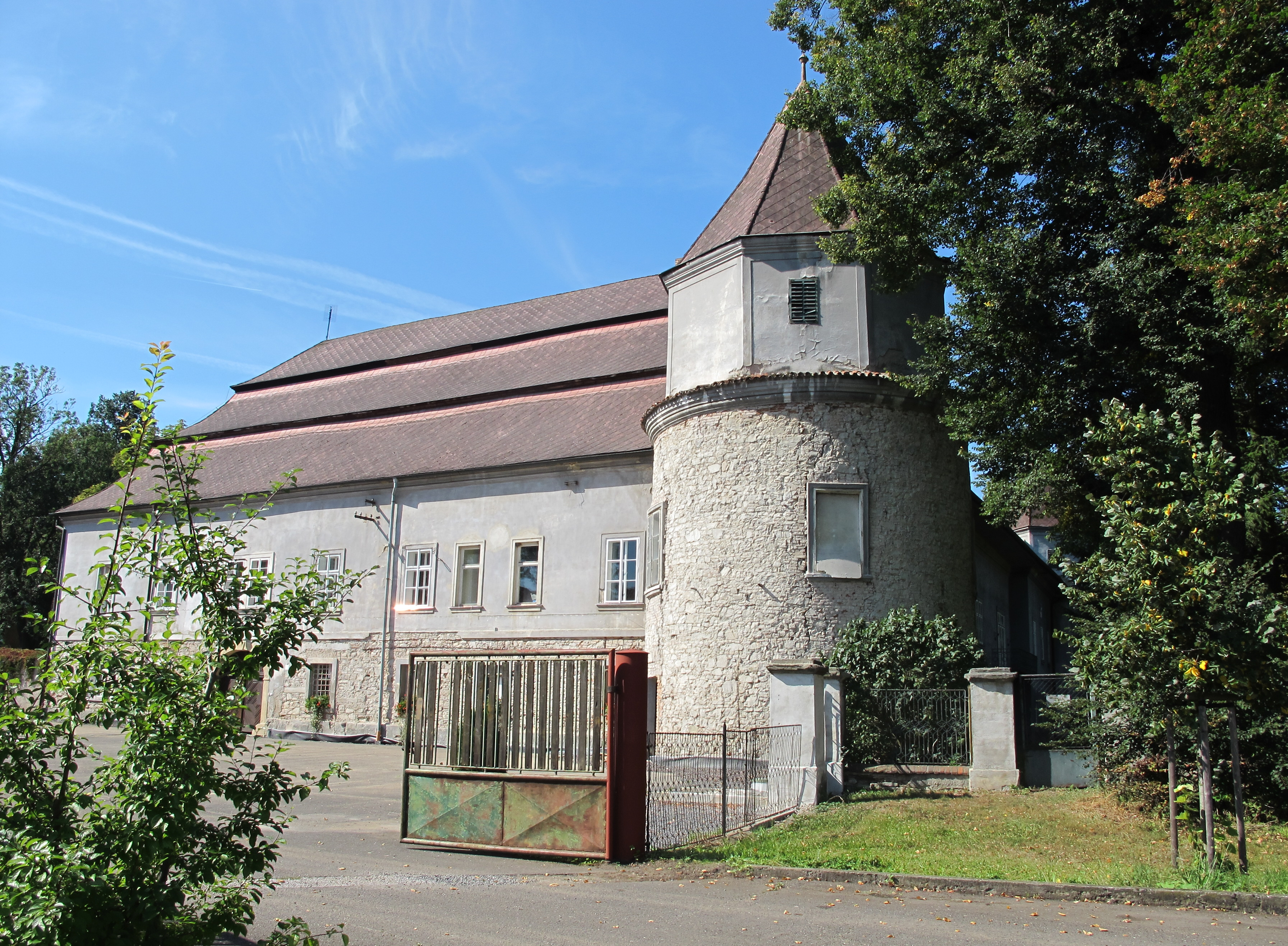
Zámek Lochovice, majetek Jeronýma Lützowa od roku 1818

Pocházel z meklenburského šlechtického rodu Lützowů usazeného od konce 17. století v Čechách (Doupov). Narodil se jako starší syn generálmajora Gottfrieda Lützowa (1742–1822) a jeho manželky Antonie, rozené hraběnky Černínové z Chudenic (1750–1801). Původně sloužil v armádě, v roce 1812 se v Praze oženil s hraběnkou Karolínou Libštejnskou z Kolovrat (1779–1826), sestrou státníka Františka Antonína Libštejnského z Kolovrat. Po sňatku se sblížil s českým prostředím a v roce 1818 koupil panství Lochovice na Berounsku. Poté se zapojil do státních služeb a zastával funkci hejtmana bydžovského (1813–1819), rakovnického (1819–1826) a kouřimského kraje (1826–1831). Později byl dvorním radou u českého nejvyššího purkrabství a viceprezidentem c.k. generálního účetního ředitelství ve Vídni. Byl též c.k. komořím, skutečným tajným radou a za zásluhy získal Leopoldův řád.
Z manželství s Karolínou Kolovratovou (9. 6. 1779, Praha – 27. 4. 1825, Slaný) měl tři děti:
- Rudolf František Jeroným (23. 9. 1813 – 19. 9. 1879, Linec), manž. 1845 Bernhardina von und zu Eltz (28. 8. 1815, Aschaffenburg – 30. 11. 1895, Linec)

- František Josef (2. 11. 1814, Jičín – 7. 11. 1897, Vídeň), diplomat a vyslanec v několika státech, manž. 1848 lady Henriette Seymour (13. 3. 1822, hrabství Down, Severní Irsko – 24. 3. 1909, Poole), jejich syny byli diplomati a politici František Lützow (21. 3. 1849, Hamburk – 13. 1. 1916, Montreux) a Jindřich Lützow (11. 9. 1852, Baden – 8. 11. 1935, Vídeň)
- Rosa (6. 3. 1816, Praha – 5. 7. 1869, Ebreichsdorf, Dolní Rakousy), manž. 1844 hrabě Ferdinand Spiegel-Diesenberg (12. 8. 1815, Tribuswinkel, Dolní Rakousy –23. 7. 1877, Višňové), velkostatkář na jižní Moravě a poslanec Moravského zemského sněmu

Jeronýmův mladší bratr Rudolf (1779–1858) byl diplomatem a dlouholetým velvyslancem ve Vatikánu (1826–1848).